# NGC 4627
إن جي سي 4627 مجرة إهليلجية قزمة وعضو في مجموعة إن جي سي 4631 المجرية. تقع إن جي سي 4627 في اتجاه كوكبة السلوقيان اكتشفت في 20 مارس عام 1787 من قبل الفلكي الألماني البريطاني وليام هيرشيل وهي مجرة من القدر 12 والنوع (E4 PEC)
. إن جي سي 4627 لديها مجرة رفيقة قريبة تقع على بعد حوالي 2.6 درجة إلى الشمال الغربي من المركز وهي المجرة الحلزونية الضلعية إن جي سي 4631. إن جي سي 4627 وإن جي سي 4631 تم إدراجهما معا في أطلس المجرات الغريبة كمثال على «المجرة المزدوجة» أو زوج مجري.